# Dag van de Tibetaanse Slavenemancipatie
De Slavenemancipatiedag of Dag van de Tibetaanse Slavenemancipatie, is een herdenkingsdag op 28 maart die het Nationaal Volkscongres (het parlement van China) in 2009 instelde en sindsdien jaarlijks in de Volksrepubliek China wordt gevierd. Volgens het Nationaal Congres maakte het Volksbevrijdingsleger op  28 maart 1959 een einde aan de feodale onderdrukking en de religieuze dictatuur (theocratie van de lama's) in de Tibetaanse Autonome Regio. Volgens het congres zou de elite ongeveer een miljoen Tibetanen (indertijd 90% van de bevolking) gebruiken als slaaf. Op 19 januari 2009 presenteerden de parlementsleden van de Communistische Partij in Tibet de feestdag en stemden unaniem in met de officiële feestdag.

## Perspectieven

### Westers perspectief
De Slavenemancipatiedag is in het Westen controversieel en het optreden van het Chinese leger sinds maart 1959 werd door de Algemene Vergadering van de Verenigde Naties meermaals veroordeeld: met resolutie 1353 in oktober 1959, resolutie 1723 in december 1961 en resolutie 2079 in december 1965. Het Amerikaans Congres, het Europees Parlement en veel niet-gouvernementele organisaties veroordeelden het optreden van China in Tibet.

### Tibetaans perspectief
De Tibetaanse regering in ballingschap erkent dat er horigen waren in Tibet, maar ontkent dat het om 90% van de bevolking ging maar om een percentage van 10-20%. De veertiende dalai lama Tenzin Gyatso verklaarde meerdere malen dat Tibet toen zelf op het punt stond de situatie te hervormen. Jaarlijks wordt de opstand in Tibet van 1959 en de erop volgende Tibetaanse diaspora herdacht door Tibetanen die het Chinese bestuur niet als een bevrijding zagen, tijdens de Dag van de Tibetaanse Opstand op 10 maart. Deze dag leidde in de Tibetaanse regio's en de gebieden met veel Tibetanen, als de TAR, Sichuan, Qinghai en de prefecturen Dêqên en Gannan tot grote opstanden in 1987-1993 en in 2008 in de aanloop naar de Olympische Zomerspelen 2008.